# Soy Luna
Soy Luna (Soy Luna (título em Portugal) ou Sou Luna (título no Brasil)) é uma telenovela argentina coproduzida pelo grupo Disney Channel América Latina e pela Pol-ka Producciones.
Ao mesmo tempo que a novela foi produzida e gravada em Buenos Aires, o elenco reunia atores de parte da América Latina, além de Espanha e Itália. A sua estreia foi simultânea em toda a América Latina a 14 de março de 2016, e em Portugal a estreia ocorreu a 4 de abril de 2016.
Renovada para uma segunda temporada, estreou a 17 de abril de 2017. A 14 de maio de 2017, a novela foi renovada para a sua terceira temporada.
A 16 de junho de 2025, foi confirmado o regresso da série para uma quarta temporada no Instagram, Twitter e Youtube do elenco e produtores. A estreia está prevista para 2026 no Disney+.
A novela é protagonizada pelos mexicanos Karol Sevilla e Michael Ronda, juntamente do italiano Ruggero Pasquarelli. A principal antagonista é a argentina Valentina Zenere.

## Sinopse

### Primeira temporada
Luna Valente é uma adolescente que mora em Cancún, ama cantar e sonha em ser patinadora profissional. Quando seus pais recebem uma proposta de emprego, ela descobre que terá que deixar seu trabalho e seu melhor amigo, Simón, tendo que se mudar para Buenos Aires. Lá ela conhece Ámbar e o namorado dela, Matteo, que acaba gostando de Luna. Sharon, a patroa de seus pais, é na verdade sua tia biológica que esconde o seu passado, pois não gosta de lembrar. Mal sabe a sonhadora e valente, Luna, que esse passado também é seu. Luna é um muito distraída e muito sonhadora, quando descobre que terá uma competição de patinação faz de tudo para ganhar e realizar seu sonho, a partir daí ela descobrirá novas amizades. Ao chegar na Argentina, conhece o Jam and Roller, uma pista de patinação, lá, ela conhece os seus novos amigos: Nico, Pedro, Gastón, Ramiro, Jim e Yam, a agora também conhece Jazmín e Delfi, amigas de Ámbar. Luna conhece Nina, que se torna sua melhor amiga, a amiga tímida de Luna cria um perfil falso na internet, "Felicity For Now". Algum tempo após chegar à Argentina Luna é surpreendida com a chegada de Simon que deixou o trabalho, a família  os amigos, a vida no México para poder ficar perto de Luna, que ficou extremamente feliz com a chegada do amigo.  Luna também participa de competições e dos "Open Musics", em um Open Music, a adolescente canta com Matteo, no qual deixa seu amigo, Simón com ciúmes. Luna chega na semifinal da competição, junto com seu amigo Simón. Por uma confusão armada por Âmbar, Simón não consegue chegar a tempo de patinar com Luna, então ela patina com Matteo, os dois então se beijam, no momento em que Simón chega na competição. Apesar do beijo no final da coreografia, Luna e Matteo não vencem a competição, a relação de Luna e Simón vai se quebrando aos poucos. Ámbar e Matteo chegam a voltar a namorar, mais logo terminam. Um tempo depois, aparece Daniela, uma antiga amiga de Simón, que quer ficar com ele. Daniela e Simón namoram por um tempo, deixando Luna triste , depois de Luna mostrar a verdadeira Daniela, os dois terminam. Simón e Luna começam a namorar depois de se beijarem, porém os dois terminam. Nina revela ser Felicity For Now, e depois de muitas armações de Ámbar, Nina e Gastón ficam juntos. Na final da competição em grupo, no qual está Luna, Simón, Matteo, Ámbar, Jim e Ramiro, o grupo do Jam and Roller vencem. A temporada termina com todos cantando "Vuelo", e o beijo de Luna e Matteo.

### Segunda temporada
As férias terminam e todos voltam para casa. Um sonho funciona como gatilho da história, que levará os protagonistas a enfrentarem novos desafios pessoais, paixões, sentimentos e a busca de reafirmação da própria identidade. Luna vai em direção a uma verdade reveladora ao mesmo tempo que espera, entusiasmada, o seu reencontro com Matteo. Mas ele volta diferente e estranho . Ninguém sabe o segredo que Matteo está a esconder , mas Luna está disposta a lutar para descobrir. Em seu caminho, Luna ajudará Matteo a descobrir a sua verdadeira paixão e ele deverá enfrentar a pressão do seu pai.
Enquanto na mansão reina um clima tenso, a chegada do pai de Sharon altera a rotina e traz lembranças do passado. Luna sente uma forte empatia por esse homem brincalhão e engraçado, com quem se parece tanto. A relação entre ambos, somada à ajuda de Nina, marcará um novo caminho pessoal para Luna e a ajudará a investigar o mistério do seu passado. Os conflitos vocacionais afetam o grupo dos mais velhos. Ámbar, Jazmín, Delfi, Gastón e Ramiro, que se formaram no Blake South College, terão que decidir qual caminho tomar em sua passagem para a idade adulta. No entanto, Matteo viverá um conflito entre cumprir o desejo do seu pai, seguindo uma carreira de prestígio na universidade, ou escolher o que realmente ama. Por intermédio de Ramiro, descobrirá um grupo de patinadores street, os Adrenaline, que o guiarão na busca da sua grande paixão.
Fora da escola, a popularidade do Jam & Roller continua crescendo e agora a pista conta com câmeras que transmitem via streaming o que acontece lá durante o dia todo. Mas, um fato imprevisto mudará os planos e desencadeará uma crise que obrigará toda a equipe a trabalhar junta e unida. Um último grande evento da temporada, onde o mundo da música e da patinação se fundem, vai marcá-los para sempre; alguns seguirão o seu caminho e outros voltarão a se encontrar, mas todos serão marcados pela profunda amizade que os une. No final do caminho, Luna estará a ponto de descobrir uma verdade que pode mudar a sua vida para sempre , que e a Sol Benson .

### Terceira temporada
Mudada e com novos integrantes, está mais contemporânea e cheia de novas aventuras. Luna se reencontra com seu avô e com sua verdadeira história. Agora que é Sol Benson, ela é a nova herdeira da fortuna e da mansão, que muda  com sua chegada. A Roller Band muda para a mansão de Luna porque o Gary os tirou do apartamento alguns dias depois de chegar outro morador na mansão, Michel que se apaixona por Luna. No fim Simóm fica com a Ámbar e Luna com Matteo.

## Elenco e personagens

### Elenco principal
- Karol Sevilla como Luna Valente / Sol Benson
- Ruggero Pasquarelli como Matteo Balsano
- Michael Ronda como Simón Álvarez
- Valentina Zenere como Ámbar Smith (temporadas 1-3)

### Elenco recorrente
- Carolina Kopelioff como Nina Simonetti
- Malena Ratner como Delfina Delfi Alzamendi
- Katja Martínez como Jazmín Carbajal
- Agustín Bernasconi como Gastón Perida[a]
- Ana Jara como Jimena «Jim» Medina
- Chiara Parravicini como Yamila «Yam» Sánchez
- Jorge López como Ramiro Ponce
- Gastón Vietto como Pedro Arias
- Lionel Ferro como Nicolas «Nico» Navarro (temporadas 1-3)[b]
- Luz Cipriota como Tamara Rios (temporada 1; participação temporada 2)
- Lucila Gandolfo como Sharon Benson
- Rodrigo Pedreira como Reinaldo «Rey» Gutiérrez
- David Murí como Miguel Valente
- Ana Carolina Valsagna como Monica Valente
- Diego Sassi Álcala como Martin «Tino» Alcaraz (temporadas 1−2)
- Germán Tripel	como Catolino «Cato» Alcoba (temporadas 1−2)
- Antonella Querzoli como Amanda (temporadas 1−2)
- Ezequiel Rodríguez como Ricardo Simonetti
- Carolina Ibarra como Ana Valparaíso
- Paula Kohan como Mora Barza (temporadas 1-2; participação temporada 3)
- Estela Ribeiro como Juliana / Marisa Mint (temporadas 2−3)
- Roberto Carnaghi como Alfredo Benson (temporadas 2−4)
- Joaquín Berthold como Gary López (temporadas 2−3)
- Jandino como Eric Andrade (temporada 3)
- Giovanna Reynaud como Emilia Mansfield (temporada 3; participação temporada 2)
- Lino Di Nuzzo como Benício (temporada 3; participação temporada 2)
- Victoria Suárez Battan como Margarita «Maggie» (temporada 3)
- Blanca Palacio como Salomé (temporada 4)[8]

## Resumo
| Resumo | Resumo | Episódios | Episódios | Originalmente exibido | Originalmente exibido  | Exibição em Portugal   | Exibição em Portugal   |
| Resumo | Resumo | Episódios | Episódios | Estreia da temporada  | Final da temporada     | Estreia da temporada   | Final da temporada     |
| ------ | ------ | --------- | --------- | --------------------- | ---------------------- | ---------------------- | ---------------------- |
|        | 1      | 80        | 40        | 14 de março de 2016   | 6 de maio de 2016      | 4 de abril de 2016     | 9 de junho de 2016     |
|        | 1      | 80        | 40        | 4 de julho de 2016    | 26 de agosto de 2016   | 26 de setembro de 2016 | 1 de dezembro de 2016  |
|        | 2      | 80        | 40        | 17 de abril de 2017   | 9 de junho de 2017     | 17 de abril de 2017    | 22 de junho de 2017    |
|        | 2      | 80        | 40        | 7 de agosto de 2017   | 29 de setembro de 2017 | 2 de outubro de 2017   | 12 de dezembro de 2017 |
|        | 3      | 60        | 30        | 16 de abril de 2018   | 25 de maio de 2018     | 10 de setembro de 2018 | 30 de outubro de 2018  |
|        | 3      | 60        | 30        | 9 de julho de 2018    | 17 de agosto de 2018   | 5 de novembro de 2018  | 21 de dezembro de 2018 |
|        | 4      | 12        | 12        | 2026                  | ASA                    | 2026                   | ASA                    |

## Músicas
O tema de abertura foi interpretado por Karol Sevilla e Ruggero Pasquarelli em um evento especial no parque Magic Kingdom chamado "Natal Mágico Desde os Parques da Disney", essa foi a primeira vez que a música-tema foi apresentada para o público. A música "Alas" foi lançada como single no dia 15 de janeiro de 2016, meses depois o segundo single foi lançado, "Sobre Ruedas".

### Trilha sonora
| Ano  | Detalhes                                                                                               | Lançamento              | Lançamento             | Lançamento            |
| ---- | --- | ----------------------- | ---------------------- | --------------------- |
| 2016 | Soy Luna - Formato: CD, download digital - Gravadora: Walt Disney Records                              | 26 de fevereiro de 2016 | 18 de março de 2016    | 13 de abril de 2016   |
| 2016 | Soy Luna - Música en ti - Formato: CD, download digital - Gravadora: Walt Disney Records               | 26 de agosto de 2016    | 25 de novembro de 2016 | 7 de novembro de 2016 |
| 2017 | Soy Luna - La Vida es un Sueño - Formato: CD, download digital - Gravadora: Walt Disney Records        | 3 de março de 2017      | 19 de abril de 2017    | 12 de maio de 2017    |
| 2017 | Soy Luna Remixes (AtellaGali Remixes) - Formato: CD, download digital - Gravadora: Walt Disney Records | 6 de outubro de 2017    | —                      | —                     |
| 2018 | Soy Luna - Modo Amar - Formato: CD, download digital - Gravadora: Walt Disney Records                  | 6 de abril de 2018      | 6 de abril de 2018     | —                     |

## Turnês

### Soy Luna en concierto
Soy Luna en concierto é um espetáculo teatral baseado na série. Começou no dia 24 de março de 2017, em Buenos Aires, Argentina. A turnê percorreu vários países da América Latina, como México, Costa Rica, Uruguai, Brasil, e outros países.

### Soy Luna Live
Soy Luna Live é a segunda parte da turnê Soy Luna en concierto. A turnê percorreu parte da Europa, começando no dia 5 de janeiro de 2018 em Barcelona na Espanha, e finalizando no dia 9 de abril do mesmo ano em Bruxelas, na Bélgica.

### Soy Luna en vivo
Soy Luna en vivo é o segundo espetáculo teatral baseado na série. Estreiou dia 15 de junho de 2018, em Buenos Aires, Argentina. A turnê percorreu vários países da América Latina.

## Prêmios e Indicações
| Ano  | Prêmio                             | Categoria                        | Candidato              | Resultado  |
| ---- | ---------------------------------- | -------------------------------- | ---------------------- | ---------- |
| 2016 | Kids Choice Awards México 2016     | Ator Favorito                    | Michael Ronda          | Indicado   |
| 2016 | Kids Choice Awards México 2016     | Atriz Favorita                   | Karol Sevilla          | Indicada   |
| 2016 | Kids Choice Awards México 2016     | Vilão Favorito                   | Valentina Zenere       | Vencedora  |
| 2016 | Kids Choice Awards México 2016     | Programa Favorito                | Soy Luna               | Indicado   |
| 2016 | Kids Choice Awards Colombia 2016   | Ator Favorito                    | Ruggero Pasquarelli    | Vencedor   |
| 2016 | Kids Choice Awards Colombia 2016   | Ator Favorito                    | Michael Ronda          | Indicado   |
| 2016 | Kids Choice Awards Colombia 2016   | Atriz Favorita                   | Karol Sevilla          | Indicada   |
| 2016 | Kids Choice Awards Colombia 2016   | Atriz Favorita                   | Katja Martínez         | Indicada   |
| 2016 | Kids Choice Awards Colombia 2016   | Vilão Favorito                   | Valentina Zenere       | Vencedora  |
| 2016 | Kids Choice Awards Colombia 2016   | Programa Favorito                | Soy Luna               | Indicado   |
| 2016 | Kids Choice Awards Argentina 2016  | Ator Favorito                    | Ruggero Pasquarelli    | Vencedor   |
| 2016 | Kids Choice Awards Argentina 2016  | Ator Favorito                    | Michael Ronda          | Indicado   |
| 2016 | Kids Choice Awards Argentina 2016  | Atriz Favorita                   | Karol Sevilla          | Vencedora  |
| 2016 | Kids Choice Awards Argentina 2016  | Atriz Favorita                   | Katja Martínez         | Indicada   |
| 2016 | Kids Choice Awards Argentina 2016  | Gato Trendy                      | Agustín Bernasconi     | Vencedor   |
| 2016 | Kids Choice Awards Argentina 2016  | Gato Trendy                      | Lionel Ferro           | Indicado   |
| 2016 | Kids Choice Awards Argentina 2016  | Vilão Favorito                   | Valentina Zenere       | Vencedora  |
| 2016 | Kids Choice Awards Argentina 2016  | Programa Favorito                | Soy Luna               | Vencedores |
| 2016 | Meus Prêmios Nick Brasil 2016      | Programa Internacional Favorito  | Sou Luna               | Indicado   |
| 2017 | Kids Choice Awards México 2017     | Ator Favorito                    | Michael Ronda          | Vencedor   |
| 2017 | Kids Choice Awards México 2017     | Atriz Favorita                   | Karol Sevilla          | Indicada   |
| 2017 | Kids Choice Awards México 2017     | Programa Favorito                | Soy Luna               | Vencedores |
| 2017 | Martín Fierro del cable 2017       | Melhor programa Infantil/Juvenil | Soy Luna               | Vencedores |
| 2017 | Kids' Choice Awards Colombia 2017  | Ator Favorito                    | Ruggero Pasquarelli    | Vencedor   |
| 2017 | Kids' Choice Awards Colombia 2017  | Atriz Favorita                   | Karol Sevilla          | Vencedora  |
| 2017 | Kids' Choice Awards Colombia 2017  | Gata Trendy                      | Valentina Zenere       | Vencedora  |
| 2017 | Kids' Choice Awards Colombia 2017  | Programa Favorito                | Soy Luna               | Vencedores |
| 2017 | Kids' Choice Awards Argentina 2017 | Ator Favorito                    | Michael Ronda          | Vencedor   |
| 2017 | Kids' Choice Awards Argentina 2017 | Atriz Favorita                   | Carolina Kopelioff     | Vencedora  |
| 2017 | Kids' Choice Awards Argentina 2017 | Gato Trendy                      | Agustín Bernasconi     | Vencedor   |
| 2017 | Kids' Choice Awards Argentina 2017 | Vilão Favorito                   | Valentina Zenere       | Indicada   |
| 2017 | Kids' Choice Awards Argentina 2017 | Programa Favorito                | Soy Luna               | Vencedores |
| 2017 | Lunas del Auditorio                | Show Familiar                    | Soy Luna en concierto  | Indicado   |
| 2017 | Tú Awards 2017                     | #Capa do ano                     | Soy Luna               | Indicados  |
| 2017 | Tú Awards 2017                     | #Tour do ano                     | Soy Luna en Concierto  | Indicados  |
| 2017 | Tú Awards 2017                     | #O menino sexy                   | Michael Ronda          | Indicado   |
| 2017 | Tú Awards 2017                     | #O menino sexy                   | Ruggero Pasquarelli    | Indicado   |
| 2017 | meus prêmios nick Brasil 2017      | Programa de televisão Favorito   | Sou Luna               | Vencedores |
| 2018 | Prêmios Gardel                     | Melhor álbum infantil            | La vida es un sueño    | Indicado   |
| 2018 | Kids' Choice Awards México 2018    | Ator Favorito                    | Michael Ronda          | Vencedor   |
| 2018 | Kids' Choice Awards México 2018    | Atriz Favorita                   | Karol Sevilla          | Vencedora  |
| 2018 | Kids' Choice Awards México 2018    | Vilão Favorito                   | Giovanna Reynaud       | Vencedora  |
| 2018 | Kids' Choice Awards México 2018    | Ship Favorito                    | Lutteo (Luna + Matteo) | Vencedores |
| 2018 | Kids' Choice Awards México 2018    | Programa Favorito                | Soy Luna               | Vencedores |
| 2018 | Kids' Choice Awards Argentina 2018 | Ator Favorito                    | Michael Ronda          | Indicado   |
| 2018 | Kids' Choice Awards Argentina 2018 | Ator Favorito                    | Agustín Bernasconi     | Indicado   |
| 2018 | Kids' Choice Awards Argentina 2018 | Atriz Favorita                   | Karol Sevilla          | Vencedora  |
| 2018 | Kids' Choice Awards Argentina 2018 | Atriz Favorita                   | Carolina Kopelioff     | Indicada   |
| 2018 | Kids' Choice Awards Argentina 2018 | Vilão Favorito                   | Giovanna Reynaud       | Indicada   |
| 2018 | Kids' Choice Awards Argentina 2018 | Ship Favorito                    | Simbar (Simón + Ámbar) | Vencedores |
| 2018 | Kids' Choice Awards Argentina 2018 | Programa Favorito                | Soy Luna               | Vencedores |

## Estreias internacionais

### No Disney Channel

#### Temporada 1
| País | Emissora                               | Estreia               | Final                  | Título             | Referência            |               |               |
| --- | -------------------------------------- | --------------------- | ---------------------- | ------------------ | --------------------- | ------------- | ------------- |
| Argentina · Bolívia · Brasil · Chile · Colômbia · Cuba · Costa Rica · Equador · El Salvador · Guatemala · Honduras · Nicarágua · México · Panamá · Paraguai · Peru · República Dominicana · Uruguai · Venezuela | Disney Channel                         | 14 de março de 2016   | 26 de agosto de 2016   | Soy Luna           | [ 14 ] [ 15 ]         | [ 16 ] [ 17 ] |               |
| Espanha | Disney Channel Espanha                 | 14 de março de 2016   | 26 de agosto de 2016   | 4 de abril de 2016 | 1 de dezembro de 2016 | Soy Luna      | [ 18 ] [ 19 ] |
| Portugal · Angola · Moçambique | Disney Channel Portugal                | [ 20 ] [ 21 ]         |                        | 4 de abril de 2016 | 1 de dezembro de 2016 | Soy Luna      |               |
| França | Disney Channel França                  | 18 de abril de 2016   | 2 de fevereiro de 2017 | [ 22 ] [ 23 ]      |                       | Soy Luna      |               |
| Alemanha · Áustria · Liechtenstein · Suíça | Disney Channel Alemanha                | 2 de maio de 2016     | 15 de dezembro de 2016 | [ 24 ]             |                       | Soy Luna      |               |
| Itália | Disney Channel Itália                  | 9 de maio de 2016     | 3 de fevereiro de 2017 | [ 25 ] [ 26 ]      |                       | Soy Luna      |               |
| Roménia | Disney Channel România                 | 16 de maio de 2016    | 7 de abril de 2017     | [ 27 ] [ 28 ]      |                       | Soy Luna      |               |
| Bulgária | Disney Channel Bulgária                | 16 de maio de 2016    | 7 de abril de 2017     | [ 29 ] [ 30 ]      |                       | Soy Luna      |               |
| Polónia | Disney Channel Polônia                 | 16 de maio de 2016    | 23 de março de 2017    | [ 31 ] [ 32 ]      |                       | Soy Luna      |               |
| Israel | Disney Channel Israel                  | 22 de maio de 2016    | 9 de novembro de 2016  | סוי לונה           | [ 33 ] [ 34 ]         |               |               |
| Países Baixos · Bélgica | Disney Channel Países Baixos e Bélgica | 29 de agosto de 2016  | 16 de dezembro de 2016 | Soy Luna           | [ 35 ] [ 36 ]         |               |               |
| Eslováquia · Chéquia | Disney Channel República Checa         | 5 de setembro de 2016 | 4 de maio de 2017      | Soy Luna           | [ 37 ]                |               |               |
| Hungria | Disney Channel Hungria                 | 5 de setembro de 2016 | 4 de maio de 2017      | Soy Luna           | [ 38 ]                |               |               |
| Ilhas Åland · Dinamarca · Finlândia · Gronelândia · Islândia · Ilhas Feroé · Noruega · Suécia | Disney Channel Escandinávia            | 10 de outubro de 2016 | 5 de maio de 2017      | Soy Luna           | [ 39 ]                |               |               |
| Rússia | Disney Channel Rússia                  | 7 de agosto de 2017   | 9 de novembro de 2018  | Я Луна             | [ 40 ]                |               |               |
| Reino Unido · Irlanda | Disney Channel Reino Unido e Irlanda   | 2018                  | TBA                    | Soy Luna           |                       |               |               |
| Turquia | Disney Channel Turquia                 | 10 de junho de 2019   | 24 de outubro de 2019  | Soy Luna           |                       |               |               |

#### Temporada 2
| País | Emissora       | Estreia                | Final                  | Título                 | Referência |        |
| --- | -------------- | ---------------------- | ---------------------- | ---------------------- | ---------- | ------ |
| Argentina · Bolívia · Brasil · Chile · Colômbia · Cuba · Costa Rica · Equador · El Salvador · Guatemala · Honduras · Nicarágua · México · Panamá · Paraguai · Peru · República Dominicana · Uruguai · Venezuela | Disney Channel | 17 de abril de 2017    | 29 de setembro de 2017 | Soy Luna               | [ 41 ]     | [ 42 ] |
| Espanha | Disney Channel | 17 de abril de 2017    | 29 de setembro de 2017 | 29 de novembro de 2017 | Soy Luna   | [ 43 ] |
| Portugal · Angola · Moçambique | Disney Channel | 17 de abril de 2017    | 12 de dezembro de 2017 | [ 44 ]                 | Soy Luna   |        |
| França | Disney Channel | 17 de abril de 2017    | 24 de abril de 2017    | 21 de dezembro de 2017 | Soy Luna   | [ 45 ] |
| Alemanha · Áustria · Liechtenstein · Suíça | Disney Channel | 15 de dezembro de 2017 | 24 de abril de 2017    | [ 46 ]                 | Soy Luna   |        |
| Itália | Disney Channel | 8 de maio de 2017      | 7 de dezembro de 2017  | [ 47 ]                 | Soy Luna   |        |
| Israel | Disney Channel | 4 de junho de 2017     | 16 de novembro de 2017 | סוי לונה               | [ 48 ]     |        |
| Países Baixos · Bélgica | Disney Channel | 4 de setembro de 2017  | 22 de dezembro de 2017 | Soy Luna               | [ 49 ]     |        |
| Roménia | Disney Channel | 18 de setembro de 2017 | 11 de maio de 2018     | Soy Luna               | [ 50 ]     |        |
| Bulgária | Disney Channel | 18 de setembro de 2017 | 11 de maio de 2018     | Soy Luna               | [ 51 ]     |        |
| Polónia | Disney Channel | 18 de setembro de 2017 | 4 de maio de 2018      | Soy Luna               |            |        |
| Hungria | Disney Channel | 18 de setembro de 2017 | 14 de junho de 2018    | Soy Luna               | [ 52 ]     |        |
| Eslováquia · Chéquia | Disney Channel | 18 de setembro de 2017 | 14 de junho de 2018    | Soy Luna               | [ 53 ]     |        |
| Ilhas Åland · Dinamarca · Finlândia · Gronelândia · Islândia · Ilhas Feroé · Noruega · Suécia | Disney Channel | 16 de outubro de 2017  | 27 de abril de 2018    | Soy Luna               | [ 54 ]     |        |
| Turquia | Disney Channel | 28 de outubro de 2019  | 9 de julho de 2020     | Soy Luna               |            |        |

#### Temporada 3
| País | Emissora                                     | Estreia                | Final                  | Título   | Referência    |
| --- | -------------------------------------------- | ---------------------- | ---------------------- | -------- | ------------- |
| Argentina · Bolívia · Chile · Colômbia · Cuba · Costa Rica · Equador · El Salvador · Guatemala · Honduras · Nicarágua · México · Panamá · Paraguai · Peru · República Dominicana · Uruguai · Venezuela | Disney Channel América Latina                | 16 de abril de 2018    | 17 de agosto de 2018   | Soy Luna | [ 55 ] [ 56 ] |
| Brasil | Disney Channel Brasil                        | 16 de abril de 2018    | 17 de agosto de 2018   | Sou Luna | [ 57 ] [ 58 ] |
| França | Disney Channel França                        | 23 de abril de 2018    | 12 de outubro de 2018  | Soy Luna | [ 59 ] [ 60 ] |
| Países Baixos · Bélgica | Disney Channel Países Baixos e Bélgica       | 28 de maio de 2018     | 19 de outubro de 2018  | Soy Luna | [ 61 ] [ 62 ] |
| Itália | Disney Channel Itália                        | 28 de maio de 2018     | 2 de novembro de 2018  | Soy Luna | [ 63 ] [ 64 ] |
| Espanha | Disney Channel Espanha                       | 25 de junho de 2018    | 14 de setembro de 2018 | Soy Luna | [ 65 ] [ 66 ] |
| Alemanha · Áustria · Suíça · Liechtenstein | Disney Channel Alemanha / Disney Channel App | 23 de julho de 2018    | 14 de dezembro de 2018 | Soy Luna | [ 24 ]        |
| Portugal · Angola · Moçambique | Disney Channel Portugal                      | 10 de setembro de 2018 | 21 de dezembro de 2018 | Soy Luna | [ 67 ] [ 68 ] |
| Israel | Disney Channel Israel                        | 14 de outubro de 2018  | 3 de janeiro de 2019   | סוי לונה | [ 69 ]        |
| Roménia | Disney Channel România                       | 15 de outubro de 2018  | 18 de abril de 2019    | Soy Luna | [ 70 ]        |
| Bulgária | Disney Channel Bulgária                      | 15 de outubro de 2018  | 18 de abril de 2019    | Soy Luna | [ 71 ]        |
| Chéquia · Eslováquia | Disney Channel República Checa               | 15 de outubro de 2018  | 18 de abril de 2019    | Soy Luna | [ 72 ]        |
| Hungria | Disney Channel Hungria                       | 15 de outubro de 2018  | 18 de abril de 2019    | Soy Luna | [ 73 ]        |
| Polónia | Disney Channel Polônia                       | 29 de outubro de 2018  | 1 de abril de 2019     | Soy Luna | [ 74 ]        |
| Turquia | Disney Channel Turquia                       | 13 de julho de 2020    | 22 de outubro de 2020  | Soy Luna |               |

### Em Outras Emissoras
| País           | Emissora    | Estreia e Final                              | Título       | Referência |
| -------------- | ----------- | -------------------------------------------- | ------------ | ---------- |
| Brasil         | SBT         | 29 de agosto de 2016 - 31 de Agosto de 2018  | Sou Luna     | [ 75 ]     |
| Itália         | Rai Gulp    | 28 de novembro de 2016 - 29 de abril de 2020 | Soy Luna     | [ 76 ]     |
| México         | Azteca 7    | 7 de janeiro de 2017                         | Soy Luna     | [ 77 ]     |
| Paraguai       | RPC         | 3 de abril de 2017                           | Soy Luna     | [ 78 ]     |
| Equador        | Gama TV     | 24 de abril de 2017                          | Soy Luna     | [ 79 ]     |
| Eslovênia      | POP TV      | 1 de junho de 2017                           | Jaz sem Luna | [ 80 ]     |
| Porto Rico     | Univisión   | 4 de junho de 2017                           | Soy Luna     | [ 81 ]     |
| Colômbia       | RCN         | 10 de junho de 2017                          | Soy Luna     | [ 82 ]     |
| Dinamarca      | DR Ultra    | 26 de junho de 2017                          | Soy Luna     | [ 83 ]     |
| Venezuela      | Televen     | 11 de setembro de 2017                       | Soy Luna     | [ 84 ]     |
| Eslovênia      | OTO         | 30 de setembro de 2017                       | Jaz sem Luna | [ 85 ]     |
| El Salvador    | TCS Canal 2 | 19 de dezembro de 2017                       | Soy Luna     | [ 86 ]     |
| Honduras       | Canal 5     | 3 de fevereiro de 2018                       | Soy Luna     | [ 87 ]     |
| Estados Unidos | UniMás      | 20 de fevereiro de 2018                      | Soy Luna     | [ 88 ]     |
| Estados Unidos | Galavisión  | 25 de junho de 2018                          | Soy Luna     | [ 89 ]     |
| Croácia        | RTL Kockica | 5 de setembro de 2018                        | Soy Luna     | [ 90 ]     |
| Moçambique     | TV Miramar  | 12 fevereiro de 2019 - 03 de Junho de 2019   | Sou Luna     |            |